# Metacharis cuparina
Metacharis cuparina is een vlindersoort uit de familie van de prachtvlinders (Riodinidae), onderfamilie Riodininae.
Metacharis cuparina werd in 1868 beschreven door H. Bates.